# Des Walker
Desmond Sinclair "Des" Walker (født 26. november 1965 i London, England) er en tidligere engelskfodboldspiller, der spillede en årrække som forsvarsspiller hos Nottingham Forest og Sheffield Wednesday i sit hjemland. Han var desuden en enkelt sæson på kontrakt i italienske Sampdoria.

## Landshold
Walker nåede gennem sin karriere at spille 59 kampe for Englands landshold. Han var en del af den engelske trup der nåede semifinalerne ved VM i 1990, og deltog også ved EM i 1992 i Sverige.